# Pristimantis riveti
Espèce
Synonymes
- Hylodes riveti Despax, 1911
- Eleutherodactylus riveti (Despax, 1911)

Statut de conservation UICN

 NT  : Quasi menacé
Pristimantis riveti est une espèce d'amphibiens de la famille des Craugastoridae.

## Répartition
Cette espèce est endémique du Sud de l'Équateur. Elle se rencontre entre 2 620 et 3 600 m d'altitude dans la cordillère des Andes.

## Étymologie
Cette espèce est nommée en l'honneur de Paul Rivet.

## Publication originale
- Despax, 1911 : Mission géodésique de l'Équateur. Collections recueilles par M. le Dr. Rivet. Batraciens anoures. Bulletin du Museum National d'Histoire Naturelle, Paris, vol. 17, p. 90-94 (texte intégral).